# В поисках совершенства
В поисках совершенства. Уроки самых успешных компаний Америки (англ. In Search of Excellence: Lessons from America's Best Run Companies) — книга бизнес-консультантов Тома Питерса (англ. Tom Peters) и Роберта Уотермана Мл.(англ. Robert H. Waterman Jr), ставшая классикой литературы по менеджменту и международным бестселлером. За первые четыре года после выхода книги в 1982 году было продано более 3 млн экземпляров. «В поисках совершенства» входит в список 20 лучших деловых книг по версии Forbes.
В основе книги — обширное исследование принципов успеха 43 успешных американских компаний, работающих в разных секторах экономики (в частности: Digital Equipment, Hewlett-Packard, Intel , Texas Instruments; Procter & Gamble, Johnson & Johnson, Caterpillar, 3М, Delta Airlines, Marriott, McDonald’s, Disney Productions, Dow Chemical, Exxon). Авторы проанализировали используемые этими компаниями методы управления, сформулировали восемь принципов успеха и предложили принципы создания эффективного бизнеса.

## История создания
«В поисках совершенства» появилась в результате исследования, инициированного консалтинговой компанией McKinsey & Company, которую волновали проблемы эффективности управления в целом и проблемы соотношения стратегии, структуры и эффективности управления в частности.  В 1977 году в компании были созданы две группы. Первая должна была рассмотреть вопросы стратегии, вторая – принципы эффективности организации. Питерс и Уотерман возглавили проект по изучению эффективности организации.
Авторы начали с интервью с руководителями, известными «мастерством, опытом и мудростью в вопросах создания организации». Кроме того, они обратились к ученым и посетили бизнес-школы США и Европы.
Определившись с предметом исследования и инструментарием, в 1979 году Питерс и Уотерман собрали команду и начали работу над полномасштабным проектом по изучению успешного управления, под которым они понимали непрерывное новаторство больших компаний.
Хотя проект финансировался в основном McKinsey при поддержке некоторых заинтересованных клиентов, авторы подчеркивают, что McKinsey никак не повлияла на выбор объектов исследования.

## Критерии успеха
Восемь качеств, которые согласно Питерсу и Уотерману характеризуют успешные новаторские компании:
1. Ориентация на активные действия: «Во многих успешных компаниях стандартные рабочие процедуры определяются формулой «Делай, налаживай, пробуй».
2. Близость к потребителю: успешные компании учатся у своих клиентов.
3. Автономность и предприимчивость: успешные компании поддерживают лидеров и новаторов из числа своих сотрудников.
4. Люди как фактор продуктивности. Руководители успешных компаний считают рядовых сотрудников основным источником повышения качества и продуктивности.
5. Локальное управление, ориентация на ценность
6. Верность своему призванию. «Никогда не приобретайте бизнеса, которым не умеете управлять» (Роберт Джонсон, бывший председатель совета директоров фирмы Johnson & Johnson).
7. Простая форма, немногочисленный персонал
8. Сочетание гибкости и жесткости. Самые успешные компании одновременно централизованы и децентрализованы[2].

## Содержание

### Часть I. Предыстория
- Глава 1. Успешные американские компании

Принципы и процесс отбора компаний для исследования. Критерии успеха.

### Часть II.  К созданию новой теории
- Глава 2. Рациональная модель

Плюсы и минусы рациональной модели. Обоснование необходимости новых подходов.
- Глава 3. Человек в ожидании мотивации

Как передовые компании добиваются отдачи, заинтересованности и новаторства от десятков и сотен тысяч людей.

### Часть III. Назад, к основам
- Глава 4. Способы разрешения неоднозначности и парадоксов

Пределы рациональности. Выдающиеся компании как самостоятельные культуры. Возникновение компании как результат целенаправленной, но непредсказуемой эволюции.
- Глава 5. Готовность действовать

Как крупные компании рационально и обоснованно реагируют на присущую им сложность.
- Глава 6. В тесном контакте с клиентом

Как выдающиеся компании добиваются настоящей близости со своими клиентами и используют её.
- Глава 7. Автономия и предпринимательство

Обеспечение эффективного инновационного процесса: воспитание чемпионов и терпимость к неудачам.
- Глава 8. Производительность обеспечивают люди

Концепция уважения к личности и обеспечивающие её воплощение структуры и механизмы.
- Глава 9. Деятельность, ориентированная на определенную систему ценностей

Почему для долгосрочного успеха важны четкие принципы, ценности и убеждения.
- Глава 10. Как важно не отрываться от своих корней

Как успешные компании решают проблему диверсификации.
- Глава 11. Простая структура, немногочисленный персонал

Простота базового структурного решения способствует повышению организационной гибкости. Малочисленность управленческого персонала.
- Глава 12. Эффективное сочетание дисциплины и свободы

Сосуществование центрального направления фирмы и максимальной индивидуальной свободы действий.

## «Исповедь» Тома Питерса
В 2001 году к 20-летию выхода «В поисках совершенства» Том Питерс опубликовал в журнале Fast Company статью, которая называлась «Исповедь Тома Питерса» (англ. Tom Peters's True Confessions).
Питерс признается, что когда писал книгу, не имел ни малейшего представления о том, что делает, что у него не было плана и теории, которую нужно было доказать. Среди побудительных мотивов он называет сильное раздражение, вызванное подходом к бизнесу Питера Друкера и Роберта МакНамара: первому Питерс ставит в вину приверженность организации, второму — поклонение перед цифрами. Критикует Питерс и компанию Xerox за бюрократизм, стратегию, которой никто не следует, и рабское поклонение цифрам. «В поисках совершенства» была направлена против основ менеджмента и привычного понимания бизнеса.
Том Питерс также отмечает, что в книге было допущено много просчетов, хотя восемь принципов он считает верными, но предлагает добавить к ним еще два: одному Богу известно, и будьте в курсе всего.
К просчетам же Питерс он относит, в частности, включение в исследование компании Atari и Wang Laboratories, недооценку информационных технологий и значения мировой экономики .

## Издания
Первое издание
- Peters, Thomas J., Waterman, Robert H. In Search of Excellence: Lessons from America's Best Run Companies. — USA: New York, Harper & Row, 1982. — 360 с. — ISBN 0060150424.

Издания на русском языке
- Том Питерс, Роберт Уотерман Мл. В поисках совершенства. Уроки самых успешных компаний Америки = In Search of Excellence: Lessons from America's Best Run Companies. — М.: «Альпина Паблишер», 2011. — 528 с. — ISBN 978-5-9614-1629-9.

- Том Питерс, Роберт Уотерман Мл. В поисках совершенства. Уроки самых успешных компаний Америки = In Search of Excellence: Lessons from America's Best Run Companies. — М.: «Вильямс», 2005. — 560 с. — (Библиотека Strategica). — ISBN 5-8459-0738-7.

## См.также
- Менеджмент
- Управление персоналом
- Инновации